# Flujo luminoso
El flujo luminoso es la medida de la potencia luminosa percibida. Difiere del flujo radiante, la medida de la potencia total emitida, en que está ajustada para reflejar la sensibilidad del ojo humano a diferentes longitudes de onda.
Su unidad de medida en el Sistema Internacional de Unidades es el lumen (lm) y se define a partir de la unidad básica del SI, la candela (cd), como:
{\displaystyle {\rm {lm=cd\cdot sr}}}
El flujo luminoso se obtiene ponderando la potencia para cada longitud de onda con la función de luminosidad, que representa la sensibilidad del ojo en función de la longitud de onda. El flujo luminoso es, por tanto, la suma ponderada de la potencia en todas las longitudes de onda del espectro visible. La radiación fuera del espectro visible no contribuye al flujo luminoso. Así, para cualquier punto de luz, si {\displaystyle \scriptstyle {F}} representa el flujo luminoso, {\displaystyle \scriptstyle {\Phi \ (\lambda )}} simboliza la potencia radiante espectral del punto de luz en cuestión y {\displaystyle \scriptstyle {V(\lambda )}} la función de sensibilidad luminosa, entonces:

{\displaystyle F=683{,}002\int _{\lambda _{\mathrm {visible} }}^{\ }\Phi (\lambda )V(\lambda )\,d\lambda }

Bajo condiciones fotópicas una luz monocromática de 555 nm (color verde) con un flujo radiante de 1 W, genera un flujo luminoso de 683,002 lm, que corresponde con la máxima respuesta del ojo humano. Por otro lado, el mismo flujo de radiación situado en otra longitud de onda diferente de la del pico, generaría un flujo luminoso más pequeño, de acuerdo con la curva {\displaystyle \scriptstyle {V(\lambda )}}.

## Relación con intensidad luminosa
Flujo luminoso (en lúmenes) es una medida de la potencia luminosa total que emite una lámpara (cantidad percibida). La intensidad luminosa (en candelas) es una medida de cuanto brillo tiene el haz en una dirección particular. Teniendo en cuenta la fórmula:
{\displaystyle {\rm {lm=cd\cdot sr}}}
Si una lámpara tiene una fuente de luz de 1 lumen y la óptica de la lámpara se configura para enfocar toda la luz de manera uniforme en un 1 estereorradián, el haz tendría una intensidad luminosa de 1 candela. Si se cambia la óptica para concentrar el haz en medio estereorradián entonces la fuente tendría una intensidad luminosa de 2 candelas, es decir, el haz resultante es más estrecho y más brillante, sin embargo, el flujo luminoso sigue siendo el mismo.
| Magnitud                          | Símbolo | Unidad                     | Símbolo | Notas                                                                  |
| --------------------------------- | ------- | -------------------------- | ------- | ---------------------------------------------------------------------- |
| Energía lumínica                  | Qv      | lumen segundo              | lm·s    | A veces se usa la denominación talbot, ajena al Sistema Internacional. |
| Flujo luminoso                    | Φv, F   | lumen (= cd·sr)            | lm      | Medida de la potencia luminosa.                                        |
| Intensidad luminosa               | Iv      | candela (= lm/sr)          | cd      | Es una medida de la intensidad luminosa.                               |
| Luminancia                        | Lv      | candela por metro cuadrado | cd/m2   | A veces se usa la denominación nit, ajena al Sistema Internacional.    |
| Iluminancia                       | Ev      | lux (= lm/m2)              | lx      | Usado para medir la incidencia de la luz sobre una superficie.         |
| Emitancia luminosa                | Mv      | lux (= lm/m2)              | lx      | Usado para medir la luz emitida por una superficie.                    |
| Exposición luminosa               | Hv      | lux segundo                | lx·s    | Iluminancia integrada en el tiempo.                                    |
| Eficacia luminosa de la radiación | K       | lumen por vatio            | lm/W    | Razón entre flujo luminoso y flujo radiante.                           |
| Eficacia luminosa de una fuente   | η       | lumen por vatio            | lm/W    | Razón entre flujo luminoso y potencia eléctrica consumida.             |